# Unión para el Progreso de Cantabria
La Unión para el Progreso de Cantabria (UPCA) es un partido político español, actualmente inactivo, de ideología conservadora y ámbito autonómico cántabro. El partido fue presentado por el entorno de Juan Hormaechea a finales del año 1990, y figura inscrito en el Ministerio del Interior desde el 23 de enero de 1991.

## Historia
El 14 de noviembre de 1990, Juan Hormaechea y nueve diputados del Partido Popular de Cantabria en el Parlamento de Cantabria firmaron el acta constitucional del partido con el objetivo de presentarse a las elecciones autonómicas de 1991. Anteriormente, Juan Hormaechea había participado de forma independiente en las listas de AP, pero en las elecciones de 1991 acudió a las urnas con su propia formación, la UPCA. En dichas elecciones el partido obtuvo 15 escaños, pero el PSC-PSOE alcanzó los 16, siendo la formación política más votada. El PP, que anteriormente había avalado la moción de censura contra Juan Hormaechea en 1990, acordó la integración de la UPCA en las filas populares, dándole de nuevo la presidencia del Gobierno de Cantabria. Esta integración no fue duradera, puesto que Hormaechea decidió reactivar unilateralmente su propio partido y romper con el PP en abril de 1993, con la vista puesta en las elecciones generales de junio de ese año.
Ya en el año 1994, Hormaechea y todos los consejeros de su primer gobierno (1987-1990) fueron juzgados por diferentes cargos de prevaricación y malversación de fondos públicos, derivados de las irregularidades descubiertas por la Comisión de Investigación de la Asamblea Regional que fiscalizó su gestión.
La pena de 6 años de cárcel a la que se enfrentaba Juan Hormaechea se debió a una malversación de 2.959.132 pesetas por anuncios emitidos en la prensa y en la radio en 1989. De nuevo, con dinero público, el presidente de Cantabria Juan Hormaechea «atacaba e insultaba» a sus rivales políticos, según la sentencia judicial del TSJC. Sin embargo, Hormaechea no ingresó en la cárcel, gracias a un indulto que le conmutó 5 de los 6 años de condena.
Tras estos acontecimientos, Unión para el Progreso de Cantabria no continuó favorablemente y su imagen se vio seriamente dañada. En las elecciones de 1995 la UPCA, ya sin Juan Hormaechea apartado por los procesos judiciales, obtuvo 7 escaños, quedando como tercera fuerza política seguido de cerca del PRC que había visto aumentado su número de escaños de 2 a 6. Tras estos resultados, la UPCA fue perdiendo fuerza y presencia en los ayuntamientos progresivamente. En las elecciones de 1999 la UPCA perdió los 7 escaños, quedando sin representación en el Parlamento de Cantabria.

## Resultados electorales

### Elecciones municipales
| Elecciones                               | Votos  | %     | Concejales | Referencias |
| ---------------------------------------- | ------ | ----- | ---------- | ----------- |
| Elecciones municipales españolas de 1991 | 71 683 | 24,35 | 285        | [ 3 ]       |
| Elecciones municipales españolas de 1995 | 41 628 | 13,06 | 170        | [ 4 ]       |
| Elecciones municipales españolas de 1999 | 9179   | 2,9   | 29         | [ 5 ]       |
| Elecciones municipales españolas de 2003 | 101    | 0,03  | 0          | [ 6 ]       |

### Elecciones autonómicas
| Elecciones                                             | Votos       | %     | Diputado(s) | +/-                             | Gobierno                                 | Referencias |
| ------------------------------------------------------ | ----------- | ----- | ----------- | ------------------------------- | ---------------------------------------- | ----------- |
| Elecciones a la Asamblea Regional de Cantabria de 1991 | 99.194 (#2) | 34,11 | 15/39       |                                 | Gobierno de coalición con PP (1991-1993) | [ 7 ]       |
| Elecciones a la Asamblea Regional de Cantabria de 1991 | 99.194 (#2) | 34,11 | 15/39       | Gobierno en minoría (1993-1995) |                                          | [ 7 ]       |
| Elecciones a la Asamblea Regional de Cantabria de 1995 | 53.191 (#3) | 16,95 | 7/39        | 8                               | Oposición                                | [ 8 ]       |
| Elecciones al Parlamento de Cantabria de 1999          | 9.743 (#5)  | 3,15  | 0/39        | 7                               | Extraparlamentario                       | [ 9 ]       |

### Elecciones generales
| Elecciones                             | Votos       | %    | Diputado(s) | Referencias |
| -------------------------------------- | ----------- | ---- | ----------- | ----------- |
| Elecciones generales españolas de 1993 | 27 005 (#3) | 8,20 | 0           | [ 10 ]      |